# 福岡内妻一家4人殺害事件
福岡内妻一家4人殺害事件（ふくおかないさいいっか4にんさつがいじけん）とは、1976年（昭和51年）、福岡県飯塚市において一家4人が殺害された事件である。

## 事件の概要
1976年（昭和51年）6月13日の未明から翌日の早朝にかけて、飯塚市の民家にA（当時34歳）が侵入、民家に住む夫（当時46歳）と妻（当時44歳）が一階の寝室で出刃包丁で刺殺され、二階で就寝していた長女（当時20歳）と夫の母（当時73歳）も刺殺された。二階で就寝していて難を逃れた妻の妹B（当時40歳）は派出所に駆け込んで助けを求めた。
Bによると一家殺害犯人Aとは1973年に知り合い、当時は内縁関係にあり一時は正式に結婚する話も出ていた。しかしAが経歴を偽っていたことや、ギャンブルで多額の負債を負っていたことから、Bの姉夫婦に別れるよういわれるようになっていた。それを逆恨みにしたAがBの姉一家皆殺しを図ったというものであった。Aはスピード逮捕された。

## その後
Aは起訴され一審の福岡地裁飯塚支部は1985年5月31日に死刑を言い渡した。しかしAは一審途中から4人のうち姉を除く3人は内妻Bによる犯行と主張した。このAの「一部冤罪説」に対し推理作家の島田荘司が支援しており、Aの事を書いたノンフィクションを出版したことがある。しかし裁判所はこの「共犯説」を否定、A単独犯と認定し、1997年9月11日に最高裁第1小法廷は上告を棄却、死刑が確定した。2021年現在、Aは福岡拘置所に収監されているが、現在もAは「殺害したのは一人で、三人を殺害したのはBだ」と主張し再審請求している。　